# 福伊爾斯維爾 (密蘇里州)
福伊爾斯維爾（英語：Feuersville）是位於美國密蘇里州歐塞奇縣的鬼鎮。

## 歷史
福伊爾斯維爾的郵局於1879年設立，其後於1916年停運。

## 地理
福伊爾斯維爾所處的海拔為高於海平面232米（即761英呎），而該地所採用的時區為UTC-6，即北美中部時區（CST）。同時該地設有夏令時間，為UTC-6調快一小時，即UTC-5（CDT）。